# Franziska Diana Sternbergová
Franziska Diana Sternbergová Phipps (22. února 1936 Vídeň – 30. července 2024 Vídeň, na parte v češtině i němčině je uvedeno datum úmrtí 31. července 2024) pocházela ze šlechtického rodu Sternbergů (Šternberků). Během exilu v zahraničí působila jako bytová architektka. V roce 1992 získala zpět na základě restitučních nároků zámek v Častolovicích, kde pak žila, do roku 2011 byla také majitelkou zámku v Zásmukách. Spolu s Olgou Havlovou se podílela na založení Výboru dobré vůle – Nadace Olgy Havlové a na jeho aktivitách.

## Život

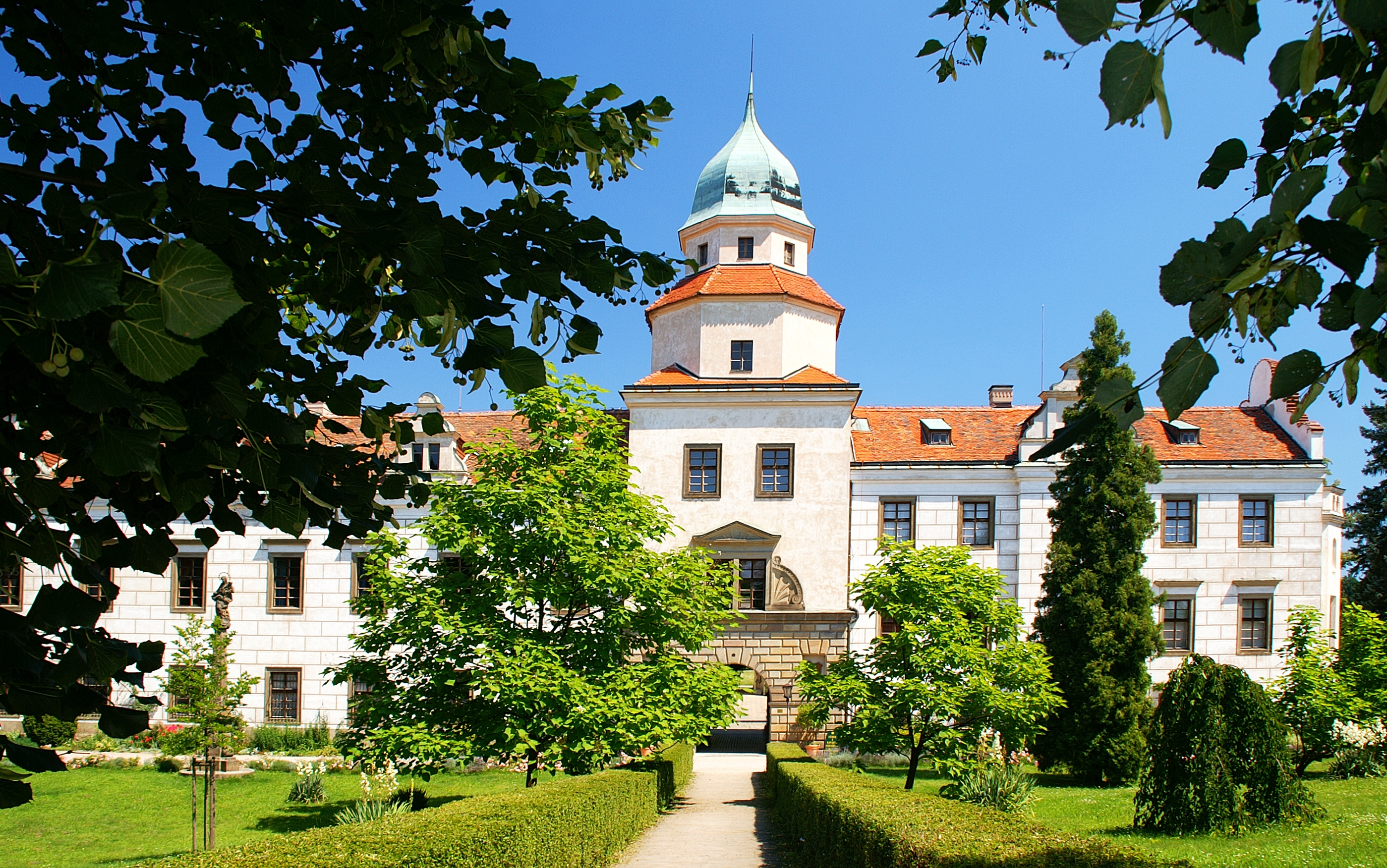
Zámek Častolovice

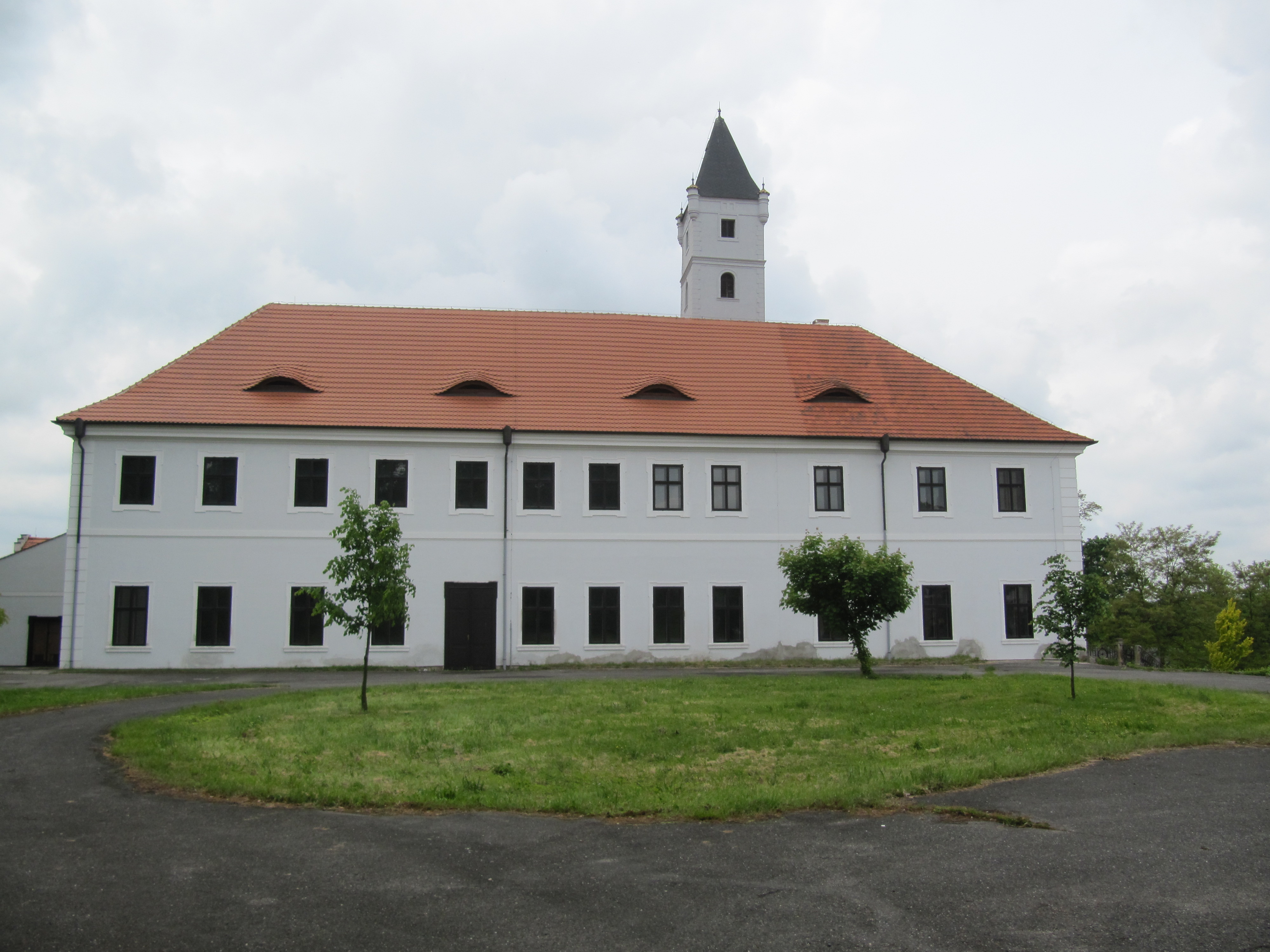
Zámek Zásmuky

Narodila se ve Vídni jako jediná dcera hraběte Leopolda Sternberga (21. 5. 1896 Častolovice – 1. 11. 1957 Kingston, Jamajka) a jeho manželky Cecilie, rozené hraběnky Reventlow-Criminil (14. 9. 1908 Clevemede – 1. 11. 1983 Londýn). Rodiče se vzali ve Vídni 11. ledna 1928. Matka napsala knihu Cesta: paměti české aristokratky.
V dětství vyrůstala v Praze a léta trávila na rodovém sídle Šternberků v Častolovicích. V roce 1941 byla Němci na zámek uvalena vnucená správa a rodina žila na stálo v nájemním bytě v Praze. Diana chodila do církevní školy k voršilkám ve Voršilské ulici. Po válce žila znovu na zámku až do roku 1948, kdy byla i s matkou a otcem nucena zámek opustit.
Část života prožila v emigraci ve Spojených státech amerických a na Jamajce. Na střední školu chodila v New Yorku. Ve Washingtonu chodila na kurz sekretářky a současně pracovala v bance. Cestovala po Evropě, navštívila Paříž, Rakousko a Itálii. Ve Francii studovala šest měsíců malířství. Dne 23. 4. 1957 se v Kingstonu na Jamajce provdala za Henryho Ogdena Phippse (25. 6. 1931 New York – 11. 4. 1962), kterého poznala během svého pobytu v Paříži. Po svatbě bydleli dva roky v Paříži a poté v New Yorku. Její manžel, dědic jedné z nejbohatších amerických rodin, zemřel po pěti letech manželství v roce 1962 v New Yorku, zabilo ho užívání drog. Měli spolu jednu dceru Alexandru. 
V roce 1964, dva roky po smrti manžela, se natrvalo uchýlila do Londýna. Přestěhovala se za ní i matka Cecilie. Pracovala jako bytová designerka, napsala knihu o zařizování interiérů s názvem Affordable Splendor (Dostupná nádhera). V Londýně si koupila dům. Do Československa se podívala v roce 1988, cestovala s Karlem Schwarzenbergem a setkala se s Václavem Havlem. S Havlem, kterého propustili z vězení, se setkala ještě na Hrádečku v červnu 1989.
Po Sametové revoluci se z iniciativy Olgy Havlové více než rok věnovala úpravám bytových prostor na Pražském hradě a na zámku v Lánech. Dva roky také bydlela na Pražském hradě, poté si koupila, přestavěla a zařídila domek na pražském Břevnově. V roce 1992 jí byly v restituci navráceny zámky v Častolovicích a v Zásmukách. K tomu patří 2500 hektarů lesa. Zámek Zásmuky vlastní Sternbergové od roku 1637, v době komunistické totality v něm sídlilo vojsko, v roce 1982 vyhořel a dále chátral. Po restituci rodového majetku žila na zámku v Častolovicích, jehož část zpřístupnila veřejnosti.
Diana ovládala češtinu, kterou ovšem téměř v cizině zapomněla a musela ji oprášit, francouzštinu, angličtinu a němčinu.

## Rodina
Jediná dcera Alexandra Phipps-Sternberg (* 1959 Palm Beach) se v roce 1980 v Londýně provdala poprvé za Bertholda von Seilern und Aspang (* 1955), manželé se však v roce 1994 rozvedli. Z manželství se narodily tři děti:
- 1. Cecilia (* 1987)
- 2. Maximilian (* 1988)
- 3. Henry (* 1990).

V září 1996 se Alexandra na zámku v Častolovicích provdala podruhé za Maximiliana von Bulgarini a von Hardegg (* 1966). Z tohoto vztahu se narodil syn. Alexandra v současnosti žije se svojí rodinou v Rakousku.

## Příbuzenské vztahy restituentů zámků Častolovice, Jemniště a hradu Český Šternberk
Toto schéma představuje příbuzenské vztahy Diany Franzisky, Zdeňka Sternberga a Jana Boska Sternberga, kteří jsou zvýrazněni červeně. Všichni pocházeli z Leopoldovy větve konopišťských Sternbergů. Modře jsou vyznačeni přímí mužští předkové. Zeleně je vyznačen Josef Leopold (Leopold I.; 1770–1858), společný předek všech tří a vnuk zakladatele Leopoldovy větve. Oranžově je navíc vyznačena současná hlava rodu. Římské číslice představují pořadí manželky nebo manžela, pokud se některý příslušník oženil nebo příslušnice vdala více než jednou. Vzhledem k účelu se nejedná o kompletní rodokmen.
|                                             |                                             |                                             |                                             |                                             |                                             |                                          |                                          |                                                     |                                                     |                                                     |                                                     |                                                     |                                                     |                              |                              |                                                     |                                                     |                                                     |                                                     | Josef Leopold (Leopold I.) ze Sternbergu 1770–1858  | Josef Leopold (Leopold I.) ze Sternbergu 1770–1858  | Josef Leopold (Leopold I.) ze Sternbergu 1770–1858 | Josef Leopold (Leopold I.) ze Sternbergu 1770–1858 | Josef Leopold (Leopold I.) ze Sternbergu 1770–1858 | Josef Leopold (Leopold I.) ze Sternbergu 1770–1858 |                                  |                                  | Marie Karolína z Walseggu 1781–1857 | Marie Karolína z Walseggu 1781–1857 | Marie Karolína z Walseggu 1781–1857 | Marie Karolína z Walseggu 1781–1857 | Marie Karolína z Walseggu 1781–1857 | Marie Karolína z Walseggu 1781–1857 |                                   |                                   |                                   |                                   |                                |                                |                         |                         |                            |                            |                            |                            |                                        |                                        |                                        |                                        |                                        |                                        |                                         |                                         |                                         |                                         |                                                       |                                                       |                                                       |                                                       |                                                       |                                                       |                               |                               |                                  |                                  |                                  |                                  |                                                     |                                                     |                                                     |                                                     |                                                     |                                                     |                                     |                                     |                                     |                                     |  |  |  |  |
|                                             |                                             |                                             |                                             |                                             |                                             |                                          |                                          |                                                     |                                                     |                                                     |                                                     |                                                     |                                                     |                              |                              |                                                     |                                                     |                                                     |                                                     | Josef Leopold (Leopold I.) ze Sternbergu 1770–1858  | Josef Leopold (Leopold I.) ze Sternbergu 1770–1858  | Josef Leopold (Leopold I.) ze Sternbergu 1770–1858 | Josef Leopold (Leopold I.) ze Sternbergu 1770–1858 | Josef Leopold (Leopold I.) ze Sternbergu 1770–1858 | Josef Leopold (Leopold I.) ze Sternbergu 1770–1858 |                                  |                                  | Marie Karolína z Walseggu 1781–1857 | Marie Karolína z Walseggu 1781–1857 | Marie Karolína z Walseggu 1781–1857 | Marie Karolína z Walseggu 1781–1857 | Marie Karolína z Walseggu 1781–1857 | Marie Karolína z Walseggu 1781–1857 |                                   |                                   |                                   |                                   |                                |                                |                         |                         |                            |                            |                            |                            |                                        |                                        |                                        |                                        |                                        |                                        |                                         |                                         |                                         |                                         |                                                       |                                                       |                                                       |                                                       |                                                       |                                                       |                               |                               |                                  |                                  |                                  |                                  |                                                     |                                                     |                                                     |                                                     |                                                     |                                                     |                                     |                                     |                                     |                                     |  |  |  |  |
|                                             |                                             |                                             |                                             |                                             |                                             |                                          |                                          |                                                     |                                                     |                                                     |                                                     |                                                     |                                                     |                              |                              |                                                     |                                                     |                                                     |                                                     |                                                     |                                                     |                                                    |                                                    |                                                    |                                                    |                                  |                                  |                                     |                                     |                                     |                                     |                                     |                                     |                                   |                                   |                                   |                                   |                                |                                |                         |                         |                            |                            |                            |                            |                                        |                                        |                                        |                                        |                                        |                                        |                                         |                                         |                                         |                                         |                                                       |                                                       |                                                       |                                                       |                                                       |                                                       |                               |                               |                                  |                                  |                                  |                                  |                                                     |                                                     |                                                     |                                                     |                                                     |                                                     |                                     |                                     |                                     |                                     |  |  |  |  |
|                                             |                                             |                                             |                                             |                                             |                                             |                                          |                                          |                                                     |                                                     |                                                     |                                                     |                                                     |                                                     |                              |                              |                                                     |                                                     |                                                     |                                                     |                                                     |                                                     |                                                    |                                                    |                                                    |                                                    |                                  |                                  |                                     |                                     |                                     |                                     |                                     |                                     |                                   |                                   |                                   |                                   |                                |                                |                         |                         |                            |                            |                            |                            |                                        |                                        |                                        |                                        |                                        |                                        |                                         |                                         |                                         |                                         |                                                       |                                                       |                                                       |                                                       |                                                       |                                                       |                               |                               |                                  |                                  |                                  |                                  |                                                     |                                                     |                                                     |                                                     |                                                     |                                                     |                                     |                                     |                                     |                                     |  |  |  |  |
| Leopold II. Mořic ze Sternbergu 1811–1899   | Leopold II. Mořic ze Sternbergu 1811–1899   | Leopold II. Mořic ze Sternbergu 1811–1899   | Leopold II. Mořic ze Sternbergu 1811–1899   | Leopold II. Mořic ze Sternbergu 1811–1899   | Leopold II. Mořic ze Sternbergu 1811–1899   |                                          |                                          | Luisa z Hohenlohe-Bartenstein-Jagtsbergu 1840–1873  | Luisa z Hohenlohe-Bartenstein-Jagtsbergu 1840–1873  | Luisa z Hohenlohe-Bartenstein-Jagtsbergu 1840–1873  | Luisa z Hohenlohe-Bartenstein-Jagtsbergu 1840–1873  | Luisa z Hohenlohe-Bartenstein-Jagtsbergu 1840–1873  | Luisa z Hohenlohe-Bartenstein-Jagtsbergu 1840–1873  |                              |                              |                                                     |                                                     |                                                     |                                                     |                                                     |                                                     |                                                    |                                                    | Jaroslav ze Sternbergu 1809–1874                   | Jaroslav ze Sternbergu 1809–1874                   | Jaroslav ze Sternbergu 1809–1874 | Jaroslav ze Sternbergu 1809–1874 | Jaroslav ze Sternbergu 1809–1874    | Jaroslav ze Sternbergu 1809–1874    |                                     |                                     | Eleonora Orczy de Orczi 1811–1865   | Eleonora Orczy de Orczi 1811–1865   | Eleonora Orczy de Orczi 1811–1865 | Eleonora Orczy de Orczi 1811–1865 | Eleonora Orczy de Orczi 1811–1865 | Eleonora Orczy de Orczi 1811–1865 |                                |                                |                         |                         |                            |                            |                            |                            |                                        |                                        | Zdeněk ze Sternbergu 1813–1890         | Zdeněk ze Sternbergu 1813–1890         | Zdeněk ze Sternbergu 1813–1890         | Zdeněk ze Sternbergu 1813–1890         | Zdeněk ze Sternbergu 1813–1890          | Zdeněk ze Sternbergu 1813–1890          |                                         |                                         | Marie Žofie Terezie ze Stadion-Thannhausenu 1819–1873 | Marie Žofie Terezie ze Stadion-Thannhausenu 1819–1873 | Marie Žofie Terezie ze Stadion-Thannhausenu 1819–1873 | Marie Žofie Terezie ze Stadion-Thannhausenu 1819–1873 | Marie Žofie Terezie ze Stadion-Thannhausenu 1819–1873 | Marie Žofie Terezie ze Stadion-Thannhausenu 1819–1873 |                               |                               |                                  |                                  |                                  |                                  |                                                     |                                                     |                                                     |                                                     |                                                     |                                                     |                                     |                                     |                                     |                                     |  |  |  |  |
| Leopold II. Mořic ze Sternbergu 1811–1899   | Leopold II. Mořic ze Sternbergu 1811–1899   | Leopold II. Mořic ze Sternbergu 1811–1899   | Leopold II. Mořic ze Sternbergu 1811–1899   | Leopold II. Mořic ze Sternbergu 1811–1899   | Leopold II. Mořic ze Sternbergu 1811–1899   |                                          |                                          | Luisa z Hohenlohe-Bartenstein-Jagtsbergu 1840–1873  | Luisa z Hohenlohe-Bartenstein-Jagtsbergu 1840–1873  | Luisa z Hohenlohe-Bartenstein-Jagtsbergu 1840–1873  | Luisa z Hohenlohe-Bartenstein-Jagtsbergu 1840–1873  | Luisa z Hohenlohe-Bartenstein-Jagtsbergu 1840–1873  | Luisa z Hohenlohe-Bartenstein-Jagtsbergu 1840–1873  |                              |                              |                                                     |                                                     |                                                     |                                                     |                                                     |                                                     |                                                    |                                                    | Jaroslav ze Sternbergu 1809–1874                   | Jaroslav ze Sternbergu 1809–1874                   | Jaroslav ze Sternbergu 1809–1874 | Jaroslav ze Sternbergu 1809–1874 | Jaroslav ze Sternbergu 1809–1874    | Jaroslav ze Sternbergu 1809–1874    |                                     |                                     | Eleonora Orczy de Orczi 1811–1865   | Eleonora Orczy de Orczi 1811–1865   | Eleonora Orczy de Orczi 1811–1865 | Eleonora Orczy de Orczi 1811–1865 | Eleonora Orczy de Orczi 1811–1865 | Eleonora Orczy de Orczi 1811–1865 |                                |                                |                         |                         |                            |                            |                            |                            |                                        |                                        | Zdeněk ze Sternbergu 1813–1890         | Zdeněk ze Sternbergu 1813–1890         | Zdeněk ze Sternbergu 1813–1890         | Zdeněk ze Sternbergu 1813–1890         | Zdeněk ze Sternbergu 1813–1890          | Zdeněk ze Sternbergu 1813–1890          |                                         |                                         | Marie Žofie Terezie ze Stadion-Thannhausenu 1819–1873 | Marie Žofie Terezie ze Stadion-Thannhausenu 1819–1873 | Marie Žofie Terezie ze Stadion-Thannhausenu 1819–1873 | Marie Žofie Terezie ze Stadion-Thannhausenu 1819–1873 | Marie Žofie Terezie ze Stadion-Thannhausenu 1819–1873 | Marie Žofie Terezie ze Stadion-Thannhausenu 1819–1873 |                               |                               |                                  |                                  |                                  |                                  |                                                     |                                                     |                                                     |                                                     |                                                     |                                                     |                                     |                                     |                                     |                                     |  |  |  |  |
|                                             |                                             |                                             |                                             |                                             |                                             |                                          |                                          |                                                     |                                                     |                                                     |                                                     |                                                     |                                                     |                              |                              |                                                     |                                                     |                                                     |                                                     |                                                     |                                                     |                                                    |                                                    |                                                    |                                                    |                                  |                                  |                                     |                                     |                                     |                                     |                                     |                                     |                                   |                                   |                                   |                                   |                                |                                |                         |                         |                            |                            |                            |                            |                                        |                                        |                                        |                                        |                                        |                                        |                                         |                                         |                                         |                                         |                                                       |                                                       |                                                       |                                                       |                                                       |                                                       |                               |                               |                                  |                                  |                                  |                                  |                                                     |                                                     |                                                     |                                                     |                                                     |                                                     |                                     |                                     |                                     |                                     |  |  |  |  |
|                                             |                                             |                                             |                                             |                                             |                                             |                                          |                                          |                                                     |                                                     |                                                     |                                                     |                                                     |                                                     |                              |                              |                                                     |                                                     |                                                     |                                                     |                                                     |                                                     |                                                    |                                                    |                                                    |                                                    |                                  |                                  |                                     |                                     |                                     |                                     |                                     |                                     |                                   |                                   |                                   |                                   |                                |                                |                         |                         |                            |                            |                            |                            |                                        |                                        |                                        |                                        |                                        |                                        |                                         |                                         |                                         |                                         |                                                       |                                                       |                                                       |                                                       |                                                       |                                                       |                               |                               |                                  |                                  |                                  |                                  |                                                     |                                                     |                                                     |                                                     |                                                     |                                                     |                                     |                                     |                                     |                                     |  |  |  |  |
| Leopold III. Albert ze Sternbergu 1865–1937 | Leopold III. Albert ze Sternbergu 1865–1937 | Leopold III. Albert ze Sternbergu 1865–1937 | Leopold III. Albert ze Sternbergu 1865–1937 | Leopold III. Albert ze Sternbergu 1865–1937 | Leopold III. Albert ze Sternbergu 1865–1937 |                                          |                                          | Franziska Henriette Larischová z Mönnichu 1873–1933 | Franziska Henriette Larischová z Mönnichu 1873–1933 | Franziska Henriette Larischová z Mönnichu 1873–1933 | Franziska Henriette Larischová z Mönnichu 1873–1933 | Franziska Henriette Larischová z Mönnichu 1873–1933 | Franziska Henriette Larischová z Mönnichu 1873–1933 |                              |                              | Vojtěch Václav ze Sternbergu 1868–1930              | Vojtěch Václav ze Sternbergu 1868–1930              | Vojtěch Václav ze Sternbergu 1868–1930              | Vojtěch Václav ze Sternbergu 1868–1930              | Vojtěch Václav ze Sternbergu 1868–1930              | Vojtěch Václav ze Sternbergu 1868–1930              |                                                    |                                                    |                                                    |                                                    |                                  |                                  |                                     |                                     |                                     |                                     |                                     |                                     |                                   |                                   |                                   |                                   |                                |                                |                         |                         |                            |                            |                            |                            |                                        |                                        |                                        |                                        |                                        |                                        | Alois ze Sternbergu 1850–1907           | Alois ze Sternbergu 1850–1907           | Alois ze Sternbergu 1850–1907           | Alois ze Sternbergu 1850–1907           | Alois ze Sternbergu 1850–1907                         | Alois ze Sternbergu 1850–1907                         |                                                       |                                                       | Filip ze Sternbergu 1852–1924                         | Filip ze Sternbergu 1852–1924                         | Filip ze Sternbergu 1852–1924 | Filip ze Sternbergu 1852–1924 | Filip ze Sternbergu 1852–1924    | Filip ze Sternbergu 1852–1924    |                                  |                                  | Karolína z Thurn-Valsassina-Como-Vercelli 1863–1944 | Karolína z Thurn-Valsassina-Como-Vercelli 1863–1944 | Karolína z Thurn-Valsassina-Como-Vercelli 1863–1944 | Karolína z Thurn-Valsassina-Como-Vercelli 1863–1944 | Karolína z Thurn-Valsassina-Como-Vercelli 1863–1944 | Karolína z Thurn-Valsassina-Como-Vercelli 1863–1944 |                                     |                                     |                                     |                                     |  |  |  |  |
| Leopold III. Albert ze Sternbergu 1865–1937 | Leopold III. Albert ze Sternbergu 1865–1937 | Leopold III. Albert ze Sternbergu 1865–1937 | Leopold III. Albert ze Sternbergu 1865–1937 | Leopold III. Albert ze Sternbergu 1865–1937 | Leopold III. Albert ze Sternbergu 1865–1937 |                                          |                                          | Franziska Henriette Larischová z Mönnichu 1873–1933 | Franziska Henriette Larischová z Mönnichu 1873–1933 | Franziska Henriette Larischová z Mönnichu 1873–1933 | Franziska Henriette Larischová z Mönnichu 1873–1933 | Franziska Henriette Larischová z Mönnichu 1873–1933 | Franziska Henriette Larischová z Mönnichu 1873–1933 |                              |                              | Vojtěch Václav ze Sternbergu 1868–1930              | Vojtěch Václav ze Sternbergu 1868–1930              | Vojtěch Václav ze Sternbergu 1868–1930              | Vojtěch Václav ze Sternbergu 1868–1930              | Vojtěch Václav ze Sternbergu 1868–1930              | Vojtěch Václav ze Sternbergu 1868–1930              |                                                    |                                                    |                                                    |                                                    |                                  |                                  |                                     |                                     |                                     |                                     |                                     |                                     |                                   |                                   |                                   |                                   |                                |                                |                         |                         |                            |                            |                            |                            |                                        |                                        |                                        |                                        |                                        |                                        | Alois ze Sternbergu 1850–1907           | Alois ze Sternbergu 1850–1907           | Alois ze Sternbergu 1850–1907           | Alois ze Sternbergu 1850–1907           | Alois ze Sternbergu 1850–1907                         | Alois ze Sternbergu 1850–1907                         |                                                       |                                                       | Filip ze Sternbergu 1852–1924                         | Filip ze Sternbergu 1852–1924                         | Filip ze Sternbergu 1852–1924 | Filip ze Sternbergu 1852–1924 | Filip ze Sternbergu 1852–1924    | Filip ze Sternbergu 1852–1924    |                                  |                                  | Karolína z Thurn-Valsassina-Como-Vercelli 1863–1944 | Karolína z Thurn-Valsassina-Como-Vercelli 1863–1944 | Karolína z Thurn-Valsassina-Como-Vercelli 1863–1944 | Karolína z Thurn-Valsassina-Como-Vercelli 1863–1944 | Karolína z Thurn-Valsassina-Como-Vercelli 1863–1944 | Karolína z Thurn-Valsassina-Como-Vercelli 1863–1944 |                                     |                                     |                                     |                                     |  |  |  |  |
|                                             |                                             |                                             |                                             |                                             |                                             |                                          |                                          |                                                     |                                                     |                                                     |                                                     |                                                     |                                                     |                              |                              |                                                     |                                                     |                                                     |                                                     |                                                     |                                                     |                                                    |                                                    |                                                    |                                                    |                                  |                                  |                                     |                                     |                                     |                                     |                                     |                                     |                                   |                                   |                                   |                                   |                                |                                |                         |                         |                            |                            |                            |                            |                                        |                                        |                                        |                                        |                                        |                                        |                                         |                                         |                                         |                                         |                                                       |                                                       |                                                       |                                                       |                                                       |                                                       |                               |                               |                                  |                                  |                                  |                                  |                                                     |                                                     |                                                     |                                                     |                                                     |                                                     |                                     |                                     |                                     |                                     |  |  |  |  |
|                                             |                                             |                                             |                                             |                                             |                                             |                                          |                                          |                                                     |                                                     |                                                     |                                                     |                                                     |                                                     |                              |                              |                                                     |                                                     |                                                     |                                                     |                                                     |                                                     |                                                    |                                                    |                                                    |                                                    |                                  |                                  |                                     |                                     |                                     |                                     |                                     |                                     |                                   |                                   |                                   |                                   |                                |                                |                         |                         |                            |                            |                            |                            |                                        |                                        |                                        |                                        |                                        |                                        |                                         |                                         |                                         |                                         |                                                       |                                                       |                                                       |                                                       |                                                       |                                                       |                               |                               |                                  |                                  |                                  |                                  |                                                     |                                                     |                                                     |                                                     |                                                     |                                                     |                                     |                                     |                                     |                                     |  |  |  |  |
| Leopold IV. Stanislav Sternberg 1896–1957   | Leopold IV. Stanislav Sternberg 1896–1957   | Leopold IV. Stanislav Sternberg 1896–1957   | Leopold IV. Stanislav Sternberg 1896–1957   | Leopold IV. Stanislav Sternberg 1896–1957   | Leopold IV. Stanislav Sternberg 1896–1957   |                                          |                                          | Cecilia Reventlow-Criminilová 1908–1983             | Cecilia Reventlow-Criminilová 1908–1983             | Cecilia Reventlow-Criminilová 1908–1983             | Cecilia Reventlow-Criminilová 1908–1983             | Cecilia Reventlow-Criminilová 1908–1983             | Cecilia Reventlow-Criminilová 1908–1983             |                              |                              | František Sternberg 1901–1969                       | František Sternberg 1901–1969                       | František Sternberg 1901–1969                       | František Sternberg 1901–1969                       | František Sternberg 1901–1969                       | František Sternberg 1901–1969                       |                                                    |                                                    | II. Elisabeth Ada Dawson 1910–?                    | II. Elisabeth Ada Dawson 1910–?                    | II. Elisabeth Ada Dawson 1910–?  | II. Elisabeth Ada Dawson 1910–?  | II. Elisabeth Ada Dawson 1910–?     | II. Elisabeth Ada Dawson 1910–?     |                                     |                                     | Jaroslav Sternberg 1900–1943        | Jaroslav Sternberg 1900–1943        | Jaroslav Sternberg 1900–1943      | Jaroslav Sternberg 1900–1943      | Jaroslav Sternberg 1900–1943      | Jaroslav Sternberg 1900–1943      |                                |                                | Marie Grošová 1903–1972 | Marie Grošová 1903–1972 | Marie Grošová 1903–1972    | Marie Grošová 1903–1972    | Marie Grošová 1903–1972    | Marie Grošová 1903–1972    |                                        |                                        | Adam Sternberg 1903–1958               | Adam Sternberg 1903–1958               | Adam Sternberg 1903–1958               | Adam Sternberg 1903–1958               | Adam Sternberg 1903–1958                | Adam Sternberg 1903–1958                |                                         |                                         | Gertrude Amende 1902–?                                | Gertrude Amende 1902–?                                | Gertrude Amende 1902–?                                | Gertrude Amende 1902–?                                | Gertrude Amende 1902–?                                | Gertrude Amende 1902–?                                |                               |                               | Jiří Douglas Sternberg 1888–1965 | Jiří Douglas Sternberg 1888–1965 | Jiří Douglas Sternberg 1888–1965 | Jiří Douglas Sternberg 1888–1965 | Jiří Douglas Sternberg 1888–1965                    | Jiří Douglas Sternberg 1888–1965                    |                                                     |                                                     | Kunhuta Mensdorff-Pouilly 1899–1989                 | Kunhuta Mensdorff-Pouilly 1899–1989                 | Kunhuta Mensdorff-Pouilly 1899–1989 | Kunhuta Mensdorff-Pouilly 1899–1989 | Kunhuta Mensdorff-Pouilly 1899–1989 | Kunhuta Mensdorff-Pouilly 1899–1989 |  |  |  |  |
| Leopold IV. Stanislav Sternberg 1896–1957   | Leopold IV. Stanislav Sternberg 1896–1957   | Leopold IV. Stanislav Sternberg 1896–1957   | Leopold IV. Stanislav Sternberg 1896–1957   | Leopold IV. Stanislav Sternberg 1896–1957   | Leopold IV. Stanislav Sternberg 1896–1957   |                                          |                                          | Cecilia Reventlow-Criminilová 1908–1983             | Cecilia Reventlow-Criminilová 1908–1983             | Cecilia Reventlow-Criminilová 1908–1983             | Cecilia Reventlow-Criminilová 1908–1983             | Cecilia Reventlow-Criminilová 1908–1983             | Cecilia Reventlow-Criminilová 1908–1983             |                              |                              | František Sternberg 1901–1969                       | František Sternberg 1901–1969                       | František Sternberg 1901–1969                       | František Sternberg 1901–1969                       | František Sternberg 1901–1969                       | František Sternberg 1901–1969                       |                                                    |                                                    | II. Elisabeth Ada Dawson 1910–?                    | II. Elisabeth Ada Dawson 1910–?                    | II. Elisabeth Ada Dawson 1910–?  | II. Elisabeth Ada Dawson 1910–?  | II. Elisabeth Ada Dawson 1910–?     | II. Elisabeth Ada Dawson 1910–?     |                                     |                                     | Jaroslav Sternberg 1900–1943        | Jaroslav Sternberg 1900–1943        | Jaroslav Sternberg 1900–1943      | Jaroslav Sternberg 1900–1943      | Jaroslav Sternberg 1900–1943      | Jaroslav Sternberg 1900–1943      |                                |                                | Marie Grošová 1903–1972 | Marie Grošová 1903–1972 | Marie Grošová 1903–1972    | Marie Grošová 1903–1972    | Marie Grošová 1903–1972    | Marie Grošová 1903–1972    |                                        |                                        | Adam Sternberg 1903–1958               | Adam Sternberg 1903–1958               | Adam Sternberg 1903–1958               | Adam Sternberg 1903–1958               | Adam Sternberg 1903–1958                | Adam Sternberg 1903–1958                |                                         |                                         | Gertrude Amende 1902–?                                | Gertrude Amende 1902–?                                | Gertrude Amende 1902–?                                | Gertrude Amende 1902–?                                | Gertrude Amende 1902–?                                | Gertrude Amende 1902–?                                |                               |                               | Jiří Douglas Sternberg 1888–1965 | Jiří Douglas Sternberg 1888–1965 | Jiří Douglas Sternberg 1888–1965 | Jiří Douglas Sternberg 1888–1965 | Jiří Douglas Sternberg 1888–1965                    | Jiří Douglas Sternberg 1888–1965                    |                                                     |                                                     | Kunhuta Mensdorff-Pouilly 1899–1989                 | Kunhuta Mensdorff-Pouilly 1899–1989                 | Kunhuta Mensdorff-Pouilly 1899–1989 | Kunhuta Mensdorff-Pouilly 1899–1989 | Kunhuta Mensdorff-Pouilly 1899–1989 | Kunhuta Mensdorff-Pouilly 1899–1989 |  |  |  |  |
|                                             |                                             |                                             |                                             |                                             |                                             |                                          |                                          |                                                     |                                                     |                                                     |                                                     |                                                     |                                                     |                              |                              |                                                     |                                                     |                                                     |                                                     |                                                     |                                                     |                                                    |                                                    |                                                    |                                                    |                                  |                                  |                                     |                                     |                                     |                                     |                                     |                                     |                                   |                                   |                                   |                                   |                                |                                |                         |                         |                            |                            |                            |                            |                                        |                                        |                                        |                                        |                                        |                                        |                                         |                                         |                                         |                                         |                                                       |                                                       |                                                       |                                                       |                                                       |                                                       |                               |                               |                                  |                                  |                                  |                                  |                                                     |                                                     |                                                     |                                                     |                                                     |                                                     |                                     |                                     |                                     |                                     |  |  |  |  |
|                                             |                                             |                                             |                                             |                                             |                                             |                                          |                                          |                                                     |                                                     |                                                     |                                                     |                                                     |                                                     |                              |                              |                                                     |                                                     |                                                     |                                                     |                                                     |                                                     |                                                    |                                                    |                                                    |                                                    |                                  |                                  |                                     |                                     |                                     |                                     |                                     |                                     |                                   |                                   |                                   |                                   |                                |                                |                         |                         |                            |                            |                            |                            |                                        |                                        |                                        |                                        |                                        |                                        |                                         |                                         |                                         |                                         |                                                       |                                                       |                                                       |                                                       |                                                       |                                                       |                               |                               |                                  |                                  |                                  |                                  |                                                     |                                                     |                                                     |                                                     |                                                     |                                                     |                                     |                                     |                                     |                                     |  |  |  |  |
|                                             |                                             |                                             |                                             | Diana Franziska Sternbergová * 1936–2024    | Diana Franziska Sternbergová * 1936–2024    | Diana Franziska Sternbergová * 1936–2024 | Diana Franziska Sternbergová * 1936–2024 | Diana Franziska Sternbergová * 1936–2024            | Diana Franziska Sternbergová * 1936–2024            |                                                     |                                                     | Henry Ogden Phipps 1931–1962                        | Henry Ogden Phipps 1931–1962                        | Henry Ogden Phipps 1931–1962 | Henry Ogden Phipps 1931–1962 | Henry Ogden Phipps 1931–1962                        | Henry Ogden Phipps 1931–1962                        |                                                     |                                                     | Leopold V. František Sternberg * 1953               | Leopold V. František Sternberg * 1953               | Leopold V. František Sternberg * 1953              | Leopold V. František Sternberg * 1953              | Leopold V. František Sternberg * 1953              | Leopold V. František Sternberg * 1953              |                                  |                                  |                                     |                                     |                                     |                                     |                                     |                                     | Alžběta Hrubá-Gelenj 1929–2021    | Alžběta Hrubá-Gelenj 1929–2021    | Alžběta Hrubá-Gelenj 1929–2021    | Alžběta Hrubá-Gelenj 1929–2021    | Alžběta Hrubá-Gelenj 1929–2021 | Alžběta Hrubá-Gelenj 1929–2021 |                         |                         | Zdeněk Sternberg 1923–2021 | Zdeněk Sternberg 1923–2021 | Zdeněk Sternberg 1923–2021 | Zdeněk Sternberg 1923–2021 | Zdeněk Sternberg 1923–2021             | Zdeněk Sternberg 1923–2021             |                                        |                                        |                                        |                                        | Marie Leopoldina Lobkowiczová 1943–2017 | Marie Leopoldina Lobkowiczová 1943–2017 | Marie Leopoldina Lobkowiczová 1943–2017 | Marie Leopoldina Lobkowiczová 1943–2017 | Marie Leopoldina Lobkowiczová 1943–2017               | Marie Leopoldina Lobkowiczová 1943–2017               |                                                       |                                                       | Jan Bosco Sternberg 1936–2012                         | Jan Bosco Sternberg 1936–2012                         | Jan Bosco Sternberg 1936–2012 | Jan Bosco Sternberg 1936–2012 | Jan Bosco Sternberg 1936–2012    | Jan Bosco Sternberg 1936–2012    |                                  |                                  |                                                     |                                                     |                                                     |                                                     |                                                     |                                                     |                                     |                                     |                                     |                                     |  |  |  |  |
|                                             |                                             |                                             |                                             | Diana Franziska Sternbergová * 1936–2024    | Diana Franziska Sternbergová * 1936–2024    | Diana Franziska Sternbergová * 1936–2024 | Diana Franziska Sternbergová * 1936–2024 | Diana Franziska Sternbergová * 1936–2024            | Diana Franziska Sternbergová * 1936–2024            |                                                     |                                                     | Henry Ogden Phipps 1931–1962                        | Henry Ogden Phipps 1931–1962                        | Henry Ogden Phipps 1931–1962 | Henry Ogden Phipps 1931–1962 | Henry Ogden Phipps 1931–1962                        | Henry Ogden Phipps 1931–1962                        |                                                     |                                                     | Leopold V. František Sternberg * 1953               | Leopold V. František Sternberg * 1953               | Leopold V. František Sternberg * 1953              | Leopold V. František Sternberg * 1953              | Leopold V. František Sternberg * 1953              | Leopold V. František Sternberg * 1953              |                                  |                                  |                                     |                                     |                                     |                                     |                                     |                                     | Alžběta Hrubá-Gelenj 1929–2021    | Alžběta Hrubá-Gelenj 1929–2021    | Alžběta Hrubá-Gelenj 1929–2021    | Alžběta Hrubá-Gelenj 1929–2021    | Alžběta Hrubá-Gelenj 1929–2021 | Alžběta Hrubá-Gelenj 1929–2021 |                         |                         | Zdeněk Sternberg 1923–2021 | Zdeněk Sternberg 1923–2021 | Zdeněk Sternberg 1923–2021 | Zdeněk Sternberg 1923–2021 | Zdeněk Sternberg 1923–2021             | Zdeněk Sternberg 1923–2021             |                                        |                                        |                                        |                                        | Marie Leopoldina Lobkowiczová 1943–2017 | Marie Leopoldina Lobkowiczová 1943–2017 | Marie Leopoldina Lobkowiczová 1943–2017 | Marie Leopoldina Lobkowiczová 1943–2017 | Marie Leopoldina Lobkowiczová 1943–2017               | Marie Leopoldina Lobkowiczová 1943–2017               |                                                       |                                                       | Jan Bosco Sternberg 1936–2012                         | Jan Bosco Sternberg 1936–2012                         | Jan Bosco Sternberg 1936–2012 | Jan Bosco Sternberg 1936–2012 | Jan Bosco Sternberg 1936–2012    | Jan Bosco Sternberg 1936–2012    |                                  |                                  |                                                     |                                                     |                                                     |                                                     |                                                     |                                                     |                                     |                                     |                                     |                                     |  |  |  |  |
|                                             |                                             |                                             |                                             |                                             |                                             |                                          |                                          |                                                     |                                                     |                                                     |                                                     |                                                     |                                                     |                              |                              |                                                     |                                                     |                                                     |                                                     |                                                     |                                                     |                                                    |                                                    |                                                    |                                                    |                                  |                                  |                                     |                                     |                                     |                                     |                                     |                                     |                                   |                                   |                                   |                                   |                                |                                |                         |                         |                            |                            |                            |                            |                                        |                                        |                                        |                                        |                                        |                                        |                                         |                                         |                                         |                                         |                                                       |                                                       |                                                       |                                                       |                                                       |                                                       |                               |                               |                                  |                                  |                                  |                                  |                                                     |                                                     |                                                     |                                                     |                                                     |                                                     |                                     |                                     |                                     |                                     |  |  |  |  |
|                                             |                                             |                                             |                                             |                                             |                                             |                                          |                                          |                                                     |                                                     |                                                     |                                                     |                                                     |                                                     |                              |                              |                                                     |                                                     |                                                     |                                                     |                                                     |                                                     |                                                    |                                                    |                                                    |                                                    |                                  |                                  |                                     |                                     |                                     |                                     |                                     |                                     |                                   |                                   |                                   |                                   |                                |                                |                         |                         |                            |                            |                            |                            |                                        |                                        |                                        |                                        |                                        |                                        |                                         |                                         |                                         |                                         |                                                       |                                                       |                                                       |                                                       |                                                       |                                                       |                               |                               |                                  |                                  |                                  |                                  |                                                     |                                                     |                                                     |                                                     |                                                     |                                                     |                                     |                                     |                                     |                                     |  |  |  |  |
| I. Berthold von Seilern und Aspang * 1955   | I. Berthold von Seilern und Aspang * 1955   | I. Berthold von Seilern und Aspang * 1955   | I. Berthold von Seilern und Aspang * 1955   | I. Berthold von Seilern und Aspang * 1955   | I. Berthold von Seilern und Aspang * 1955   |                                          |                                          | Alexandra Phipps Sternbergová * 1959                | Alexandra Phipps Sternbergová * 1959                | Alexandra Phipps Sternbergová * 1959                | Alexandra Phipps Sternbergová * 1959                | Alexandra Phipps Sternbergová * 1959                | Alexandra Phipps Sternbergová * 1959                |                              |                              | II. Maximilian von Bulgarini und von Hardegg * 1966 | II. Maximilian von Bulgarini und von Hardegg * 1966 | II. Maximilian von Bulgarini und von Hardegg * 1966 | II. Maximilian von Bulgarini und von Hardegg * 1966 | II. Maximilian von Bulgarini und von Hardegg * 1966 | II. Maximilian von Bulgarini und von Hardegg * 1966 |                                                    |                                                    |                                                    |                                                    |                                  |                                  |                                     |                                     | I. Kateřina Vávrová * 1971          | I. Kateřina Vávrová * 1971          | I. Kateřina Vávrová * 1971          | I. Kateřina Vávrová * 1971          | I. Kateřina Vávrová * 1971        | I. Kateřina Vávrová * 1971        |                                   |                                   | Filip Sternberg * 1956         | Filip Sternberg * 1956         | Filip Sternberg * 1956  | Filip Sternberg * 1956  | Filip Sternberg * 1956     | Filip Sternberg * 1956     |                            |                            | II. Susanne Friederike von Berg * 1956 | II. Susanne Friederike von Berg * 1956 | II. Susanne Friederike von Berg * 1956 | II. Susanne Friederike von Berg * 1956 | II. Susanne Friederike von Berg * 1956 | II. Susanne Friederike von Berg * 1956 |                                         |                                         |                                         |                                         | Jiří Sternberg * 1968                                 | Jiří Sternberg * 1968                                 | Jiří Sternberg * 1968                                 | Jiří Sternberg * 1968                                 | Jiří Sternberg * 1968                                 | Jiří Sternberg * 1968                                 |                               |                               | Petra Říhová * 1975              | Petra Říhová * 1975              | Petra Říhová * 1975              | Petra Říhová * 1975              | Petra Říhová * 1975                                 | Petra Říhová * 1975                                 |                                                     |                                                     |                                                     |                                                     |                                     |                                     |                                     |                                     |  |  |  |  |
| I. Berthold von Seilern und Aspang * 1955   | I. Berthold von Seilern und Aspang * 1955   | I. Berthold von Seilern und Aspang * 1955   | I. Berthold von Seilern und Aspang * 1955   | I. Berthold von Seilern und Aspang * 1955   | I. Berthold von Seilern und Aspang * 1955   |                                          |                                          | Alexandra Phipps Sternbergová * 1959                | Alexandra Phipps Sternbergová * 1959                | Alexandra Phipps Sternbergová * 1959                | Alexandra Phipps Sternbergová * 1959                | Alexandra Phipps Sternbergová * 1959                | Alexandra Phipps Sternbergová * 1959                |                              |                              | II. Maximilian von Bulgarini und von Hardegg * 1966 | II. Maximilian von Bulgarini und von Hardegg * 1966 | II. Maximilian von Bulgarini und von Hardegg * 1966 | II. Maximilian von Bulgarini und von Hardegg * 1966 | II. Maximilian von Bulgarini und von Hardegg * 1966 | II. Maximilian von Bulgarini und von Hardegg * 1966 |                                                    |                                                    |                                                    |                                                    |                                  |                                  |                                     |                                     | I. Kateřina Vávrová * 1971          | I. Kateřina Vávrová * 1971          | I. Kateřina Vávrová * 1971          | I. Kateřina Vávrová * 1971          | I. Kateřina Vávrová * 1971        | I. Kateřina Vávrová * 1971        |                                   |                                   | Filip Sternberg * 1956         | Filip Sternberg * 1956         | Filip Sternberg * 1956  | Filip Sternberg * 1956  | Filip Sternberg * 1956     | Filip Sternberg * 1956     |                            |                            | II. Susanne Friederike von Berg * 1956 | II. Susanne Friederike von Berg * 1956 | II. Susanne Friederike von Berg * 1956 | II. Susanne Friederike von Berg * 1956 | II. Susanne Friederike von Berg * 1956 | II. Susanne Friederike von Berg * 1956 |                                         |                                         |                                         |                                         | Jiří Sternberg * 1968                                 | Jiří Sternberg * 1968                                 | Jiří Sternberg * 1968                                 | Jiří Sternberg * 1968                                 | Jiří Sternberg * 1968                                 | Jiří Sternberg * 1968                                 |                               |                               | Petra Říhová * 1975              | Petra Říhová * 1975              | Petra Říhová * 1975              | Petra Říhová * 1975              | Petra Říhová * 1975                                 | Petra Říhová * 1975                                 |                                                     |                                                     |                                                     |                                                     |                                     |                                     |                                     |                                     |  |  |  |  |